# Ardisia brandisiana
Ardisia brandisiana är en viveväxtart som beskrevs av Wilhelm Sulpiz Kurz. Ardisia brandisiana ingår i släktet Ardisia och familjen viveväxter. Inga underarter finns listade i Catalogue of Life.